# درو بيرسون
درو بيرسون (بالإنجليزية: Drew Pearson)‏ هو لاعب كرة قدم أمريكية ومقدم تلفزيوني أمريكي، ولد في 12 يناير 1951 في ساوث ريفر في الولايات المتحدة.

## وصلات خارجية
- الموقع الرسمي
- درو بيرسون على موقع مرجع كرة القدم المحترفة.كوم (الإنجليزية)